# Oscar Bluhm
Oscar Bluhm Hansen (født 3. januar 2002 i Sorø) er en cykelrytter fra Danmark, der kører for Team Give Steel-2M Cycling Elite. Siden 2021 har han kørt på danske UCI kontinentalhold. 

## Karriere
Bluhm er født og opvokset i Sorø, og begyndte som børne- og ungdomsrytter at køre landevejscykling hos Sorø Bicycle Club. I 2019 skiftede han til det københavnske juniorhold Team Audi Cycling Elite Copenhagen. Dette medførte blandt andet at han i juli 2019 var udtaget til det danske U/19-landshold. Da tiden som juniorrytter var forbi, skiftede han i hans første sæson som senior i 2021 til det nye UCI kontinentalhold Restaurant Suri-Carl Ras.

### Restaurant Suri-Carl Ras
Den første sæson hos Suri-Carl Ras blev præget af at Oscar Bluhm ikke kunne træne eller køre løb i den første halvdel af året, da en irriteret slimhindefold i knæet holdte ham udenfor. Resten af året bød ikke på nogle topresultater, og en del løb hvor han udgik. I november 2021 forlængede holdet og Bluhm kontrakt med ét år. 2022-sæsonen begyndte godt for Bluhm, indtil han i foråret fik skåret hånden op, da den ramte en skivebremse ved et styrt. Dette holdte ham udenfor cykling i et stykke tid. Ved slutningen af sæsonen blev hans kontrakt igen forlænget med ét år. Ved PostNord Danmark Rundt 2023 var det første gang at han deltog i Danmarks største cykelløb. Som hjælperytter for holdet blev det ikke til nogen topplaceringer. I 2023 blev Oscar Bluhms bedste resultat en samlet 7. plads ved Randers Bike Week, ligesom han deltog i flere internationale UCI-løb. I 2024 blev han ikke ramt af uheld og skader, og kørte hele sæsonen primært som hjælperytter og fik derfor ingen større individuelle resultater. 2024 blev den sidste sæson for det Holbæk-baserede hold, som siden den første kontrakt i 2021 havde skiftet navn til Airtox-Carl Ras.

### Team Give Steel-2M Cycling Elite
Fra starten af 2025 skiftede Oscar Bluhm til Team Give Steel - 2M Cycling Elite, som efter to sæsoner som DCU Elite Team, nu skulle køre som et UCI kontinentalhold.